# 黑恩
黑恩（德語：Heyen），德國下薩克森的一座村落，人口約500人。1004年，這一村落首次被提及。黑恩與哈默尔恩-皮尔蒙特县的埃默塔尔、博登韦德、黑伦以及哈雷等地接壤。